# Niederländische Münzgeschichte
Die niederländische Münzgeschichte ist ein wesentlicher Teil der niederländischen Geldgeschichte, die über die Münzen hinaus auch das Papiergeld und das bargeldlose Geldwesen umfasst. Im weiteren Sinne gehören zur Niederländischen Münzgeschichte auch die der Niederländischen Ostindien-Kompagnie, der Niederländischen Westindien-Kompagnie und der späteren Kolonie Niederländisch-Indien.
Die Vorgeschichte der Geldgeschichte der Niederlande beginnt schon in der Antike, auch bereits mit eigenen Prägungen, schon bevor das römische Münzsystem auch auf das Gebiet der heutigen Niederlande einwirken konnte. Die eigentliche niederländische Münzgeschichte beginnt erst mit der Gründung der Republik der Vereinigten Niederlande. 1579 schlossen sich die calvinistischen Provinzen Holland, Zeeland und Utrecht zu einem Verteidigungsbündnis (Utrechter Union) zusammen, das Grundlage für die Staatsgründung der Republik der Vereinigten Niederlande im Jahr 1581 wurde. Die allgemeine Anerkennung durch andere Staaten erfolgte erst nach dem Achtzigjährigen Krieg durch den Frieden von Münster im Jahr 1648.

## Antike
Bereits vor der Zeitenwende wurden auf dem Gebiet der heutigen Niederlande Münzen geprägt. Die germanischen Stämme der Bataver und der Ubier stellten eigene Münzen her.
Ab 50 v. Chr. wurden die südlichen Niederlande von den Römern erobert und der Raum der südlichen Niederlande den neuen Provinzen Germania inferior und Belgica zugeschlagen. Dadurch zirkulierten die Münzen der Römischen Währung. Anders als bei den römischen Kolonien in Kleinasien wurde für die Provinzen Germania inferior und Belgica kein gesondertes Bronzekleingeld hergestellt. Es wurde das gleiche Geld wie in Rom verwendet.

## Frühmittelalter
Durch den Untergang des Römischen Reiches ging der Geldumlauf stark zurück. Das Münzwesen im Frühmittelalter war auch deshalb nur rudimentär und folgte noch lange spätrömischen Vorbildern. Die sogenannten pseudoimperiale Prägungen der Germanenreiche, so auch der Merowinger, deren Herrschaftsgebiet sich immer weiter auf das Gebiet der heutigen Niederlande erstreckte, waren Nachahmungen spätrömischer und byzantinischer Münzen.
Die Nachfolger Chlodwigs prägten zunächst nur Kupfermünzen. Erst Theuderich I. (reg. 511 bis 533) ließ dann für Austrasien auch Silbermünzen herstellen. Goldmünzen wurden im Früh- und Hochmittelalter in Mittel- und Nordeuropa nur selten geschlagen, während das Byzantinische Münzwesen weiter vor allem auf Gold gründete. Speziell für das Münzwesen der Merowinger wird ein Goldmangel vermutet, der dazu führte, dass um 680 ein größeres Geldvolumen auf Silber- statt auf Goldmünzen beruhte.
Dieses fränkische Münzwesen wurde durch die eigenmächtige Aneignung des Münzrechts durch merowingische Teilfürsten und die Bischöfe früh fragmentiert. Die wichtigste Münzstätte in fränkischer Zeit in diesem Gebiet befand sich in Dorestad, in der seit der ersten Hälfte des 7. Jahrhunderts Münzen geprägt wurden. Zunächst wurden goldene Tremissis, also Drittelsolidi, hergestellt. Später kamen auch Silbermünzen dazu. Insbesondere die Denare mit der Aufschrift DORESTATUS oder DORSTAD sind dieser Münzstätte klar zuzuordnen. Durch die karolingischen Münzreformen, die bereits von Pippin der Jüngere (751 bis 768) schon ab 755 eingeleitet wurden und vor allem durch die später folgende große Münzreform Karls des Großen wurde das Münzwesen deutlich vereinheitlicht. Pippin schrieb vor, dass Münzen den Namen oder zumindest die Initiale des Königs tragen müssen. Nach dieser ersten karolingischen Münzreform folgte um die Jahre 793/794 die große karolingische Münzreform. Karl der Große vollendete die Reform Pippins, indem er einen einheitlichen Münztyp festlegte (Karolingisches Münzsystem), während es bei Pippin noch örtliche Varianten gegeben hatte. Die Denare dieser reinen Silberwährung zeigen auf dem Avers das Kreuz, umgeben vom Königsnamen als Umschrift und auf dem Revers das Karolusmonogramm. Dieser Denar wurde für lange Zeit der vorherrschende Münztyp in Europa. Bis in die Mitte des 9. Jahrhunderts bis zum Zerfall des karolingischen Imperiums bildete Europa eine monetäre Einheit.
Die Besonderheit von Karls Münzreform lag in seiner Machtfülle, die es ihm erlaubte, die Reform auch für alle Münzstätten seines Reichs durchzusetzen. Sie wurde durch den Zufluss an Silber im 8. und 9. Jahrhundert, dessen Quellen nicht voll bekannt sind, erleichtert. Teilweise werden es die Silberminen in Spanien und in Melle gewesen sein, was die gestiegene Gesamtsilbermenge aber nicht erklärt. Zwei Münzen mit den Legenden METALL GERMAN und EX METALLO NOVO deuten auf neue Silberquellen aus dem Osten des Karolingerreichs hin.
Karls Sohn, Ludwig der Fromme, ließ auch wieder Goldsolidi prägen, hauptsächlich aber Silberdenare und diese in großen Mengen. Ab 822/823 waren die Christiana-Religio-Denare der vorherrschende Münztyp.

Frankenreich im Jahr 843

Nach der Reichsteilung 843 gehörte das Gebiet der heutigen Niederlande zunächst zum Mittelreich (Lotharii Regnum), ging durch den Vertrag von Meerssen im Jahr 870 dann aber auf das Ostfränkische Reich über. Das Münzwesen auf dem Gebiet der heutigen Niederlande spaltete sich schließlich von dem dort in Entstehung begriffenen deutschen Münzsystem ab, indem dem wachsenden Geldbedarf dieses Gebietes auch mit einer stärkeren Herabsetzung des Silbergehalts des deniers begegnet wurde.

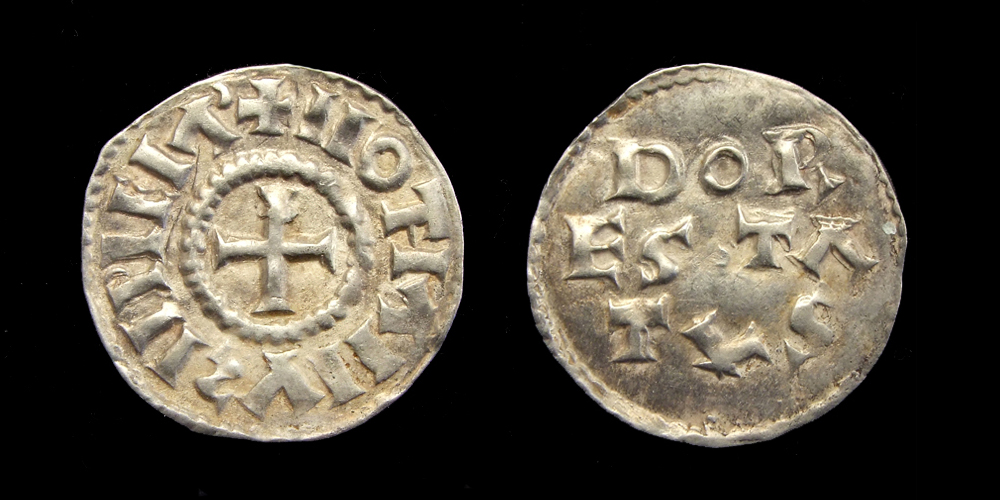
Karolingischer Denar, geprägt in Dorestad unter Lothar I.

## Hochmittelalter
Im Hochmittelalter gehörte das Gebiet der heutigen Niederlande zwar zu einem der beiden großen Wirtschaftsgebiete in Europa, das sich von Flandern bis in das Baltikum erstreckte, es stand aber im Schatten der wichtigen Handelsstädte Flanderns, wie Brügge und Antwerpen, die im Spätmittelalter auch eher Beziehungen zu dem anderen großen Wirtschaftsraum in Europa, den großen Handelsstädten Norditaliens aufbauen konnten.
Die Friesland Denare (friesische Pfennige aus Silber) gehörten wegen ihrer Wertstabilität zu den sogenannten „Fernhandelspfennigen“ (10. bis 12. Jahrhundert), die allerdings nicht primär für den Fernhandel hergestellt worden sind, bis diese durch unterschiedliche Abwertungen immer mehr von den Regionalen Pfennigen verdrängt wurden.
Der Geldbedarf war gegenüber den vorherigen Jahrhunderten schon beträchtlich gewachsen und trotz zunehmender Silberförderung in Europa musste das Gesamtgewicht und der Silberfeingehalt des deniers verringert werden, um den steigenden Geldbedarf zu befriedigen. Diese u. a. in Dordrecht geprägte Münze war im 12. und 13. Jahrhundert die gängige niederländische Münze.

## Spätmittelalter
Im Spätmittelalter vollzieht sich auch auf dem Gebiet der heutigen Niederlande der Übergang vom Ostfränkischen Reich (Regnum Teutonicum) zum Heiligen Römischen Reich. Ab 1270 wurde der englische Sterling nachgeprägt, dessen Originale schon zuvor einen großen Anteil im Zahlungsumlauf bildeten. Sein Doppelstück, „ridder“ (Reiter) genannt, weil er auf seinem Revers einen Reiter trug, wurde später auch mit anderen Motiven geprägt. Parallel wurden unter Florens V., Graf von Holland, und seinem späteren Nachfolger Johann II., Herzog von Brabant, der französische Denier tournois mit gleichen Motiven nachgeprägt. Der Sterling hielt sich lange Zeit im holländischen Geldumlauf und unterschied sich von den englischen Vorbildern fast nur durch die fehlende Krone auf der Portraitseite. Da er hauptsächlich zur Bezahlung englischer Wolle diente, wurde er auch als crockard (crocket damals für „Locke“) und „poll“ („Schädel“) bezeichnet. Diese Nachprägungen wurden ab ca. 1300 für den englischen Umlauf untersagt. Die holländischen Münzmeister erschwerten die Unterscheidung zwischen englischen Originalen und holländischen Nachprägungen, indem sie die Krone auf dem Avers hinzusetzten. Bis in das 14. Jahrhundert hinein wurde der holländische Geldumlauf durch den Sterling bestimmt.
Erst im Spätmittelalter folgte das Gebiet der heutigen Niederlande der wirtschaftlichen Entwicklung Flanderns. Bis zum Ende des 13. Jahrhunderts hatten aber beide Gebiete nicht den Entwicklungsstand Norditaliens erreicht. Zur Entwicklung des Bankwesens hatten die Niederlande bis dahin nicht mit Innovationen beigetragen, Als die Lombarden genannten Kreditbanken ihre ersten Filialen außerhalb Italiens gründeten, begannen sie in flandrischen Städten.
Ab Mitte des 15. Jahrhunderts waren die Niederlande schon so stark in die Geldwirtschaft eingebunden, dass sie auch die negativen Ausschläge zu spüren bekamen. Von der zunehmenden Verschuldung auch der öffentlichen Hand ab der Mitte des 15. Jahrhunderts waren die Niederlande besonders betroffen. Das galt nicht nur für flandrische Städte, sondern zum Beispiel auf für Leiden.

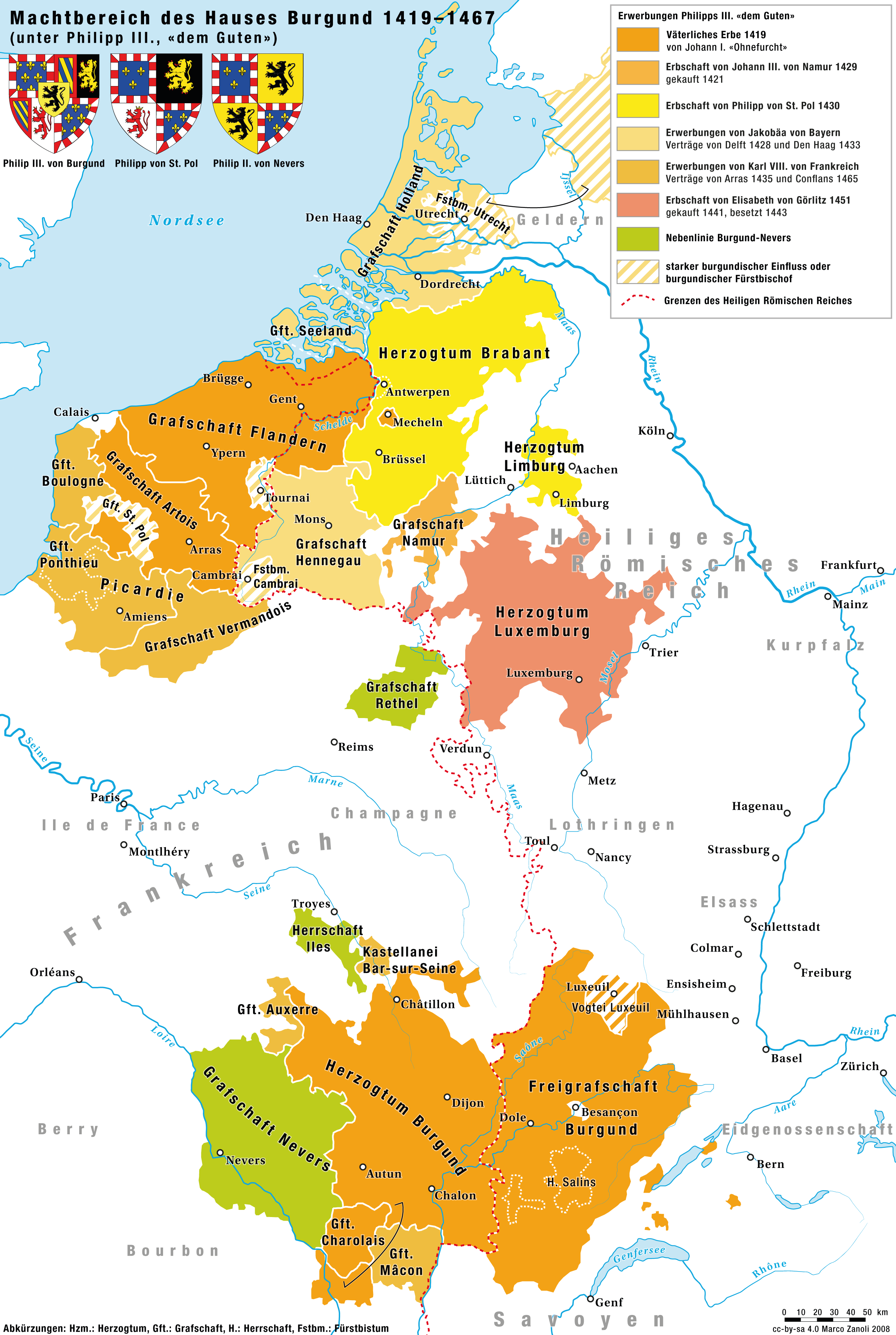
Ausdehnung Burgunds unter Philipp dem Guten.

Trotz dieser finanziellen Herausforderungen nahm der wirtschaftliche Aufschwung der Niederlande an Fahrt auf. Mit schnelleren Schiffen, die zudem nach fast schon industriellen Maßstäben mit vorgefertigten und standardisierten Bauteilen in großer Stückzahl gebaut werden konnten, wurde der hansische Zwischenhandel immer stärker umgangen. Dazu trug insbesondere bei, dass Planken für niederländische Schiffe nun mit der Kraft von Windmühlen gesägt und so schneller und preiswerter hergestellt konnten als in reiner Handarbeit.
Die zunehmende wirtschaftliche Stärke der Niederlande im Spätmittelalter auf vergleichsweise kleinem Raum führte zu einer außerordentlichen Vielfalt des Münzwesens. Zu den wichtigsten Münzproduzenten gehörten die Grafschaften Flandern, Hennegau, Holland, Geldern, Luxemburg sowie die Bistümer Utrecht und Lüttich. Die bereits in dieser Zeit wirksame Inflation führte bei den niederländischen Pfennigen dazu, dass diese im Laufe der Zeit immer kleiner und leichter wurden. Der englische Sterling galt schließlich vier flämische Pfennige und wurde so zum Vorbild der ersten niederländischen Groschen. 1269 begann die Prägung von Groschen im Wert von zwei Sterlingen (Baudekins). Ab Ende des 13. Jahrhunderts folgte auch die Herstellung von Turnosengroschen nach französischem Vorbild, denen ab 1434 in den burgundischen Niederlanden (Flandern, Brabant, Hennegau, Holland) bild- und wertgleiche Münzen folgten. Erst im 14. Jahrhundert wurde die reine Silberwährung aufgegeben und mit Goldmünzen ergänzt.

### Goldmünzen
Seit den 1330er Jahren wurden in den Niederlanden Goldmünzen geprägt, die sich teils am deutschen Goldgulden, teils an französischen Vorbildern orientierten. Besonders bedeutsam wurde die Reihe der flandrischen Goldmünzen des 14. Jahrhunderts.
Die oberitalienischen Städte und Staaten und die späteren Niederlande waren zu der Zeit die wirtschaftlichen Kraftzentren Europas mit dem größten Geldbedarf an Goldmünzen. Der sich nach französischen Vorbildern orientierende Klinkaarts wurde zunächst die wichtigste niederländische Goldmünze.

#### Erste Niederländische Gulden
Die ersten Gulden, damals waren Gulden immer Goldmünzen, auf niederländischen Boden ließ schon 1378 von Herzog Wilhelm I. von Straubing-Holland als Graf Wilhelm V. von Holland und Seeland prägen.

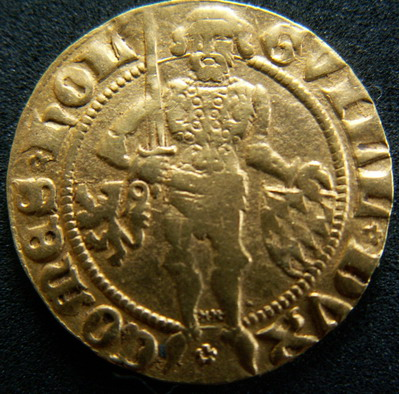
Goldgulden unter Graf Wilhelm V.

Die wichtigste Goldmünze des 15. Jahrhunderts wurde der guoden rijdjer, der sich am französischen Goldfranc orientierte, später durch den gouden leeuw mit einem etwas höheren Goldgehalt ersetzt wurde. Es folgte der Andreasgulden nach rheinischem Vorbild. Seit dieser Zeit blieb der Gulden die maßgebliche Goldmünze.
Im 15. Jahrhundert setzte sich im gesamten Reich der rheinische Gulden durch und beeinflusste deshalb auch das Münzwesen der späteren Niederlande durch die Verdrängung des Klinkaarts. Überhaupt war der deutsche Einfluss auf das niederländische Münzwesen während des Hundertjährigen Krieges beträchtlich. Mit der wachsenden Bedeutung Burgunds wurde das Münzwesen aber wieder eigenständiger. Der wachsende Geldbedarf, auch an großen Werten, führte zur Prägung des „Mouton“, einer niederländischen Goldmünze, die in Brabant, Lüttich, Holland und Geldern geprägt wurde.

### Silbermünzen
Die wichtigste Silbermünze der späteren Niederlande wurde im 14. Jahrhundert eine flämische Version des Gros tournois, der Leeuwengroot (Löwengroschen).
Die Zersplitterung des Münzwesens veranlasste Brabant und Flandern bereits 1339 und erneut 1384 eine Vereinheitlichung ihres Münzwesens zu verabreden. Philipp, der Gute, der 1419 Herzog von Burgund und Graf von Flandern geworden war, erwarb später weitere Gebiete, vor allem Holland und Seeland. Ab 1434 vereinheitlichte er die verschiedenen Münzsysteme der Provinzen und schuf ein einheitliches System auf Basis des Groot von Flandern. Das wichtigste Nominal war aber sein Doppelstück, der Stuiver, auch vierlander genannt, weil er in den vier Provinzen Flandern, Brabant, Hainault und Holland im Gebrauch war. Weitere Bezeichnungen dieser mittelgroßen Silbermünze waren plaque und plakk. Aus dem Stuiver wurde später in den rheinischen Gebieten der deutsche Stüber. Er entsprach einem 1⁄20 Gulden oder 3 Brabanter Plakken, 2 Flämischen Groten, 16 Holländischen Pfennigen oder 1 Artesischen Schilling.

## Frühe Neuzeit
Die Spanischen Niederlande als Besitz der Spanischen Krone umfassten vor der Erbteilung der Habsburger in eine österreichische und in eine spanische Linie im Jahr 1556 das Gebiet der heutigen Niederlande, Belgiens, Luxemburgs und des französischen Departements Nord. Nach dem Ende des Dreißigjährigen Krieges im Jahr 1648, der für die Niederlande der Achtzigjährige Krieg war, und der Anerkennung der Unabhängigkeit der Republik der Sieben Vereinigten Provinzen, die sich schon 1581 für unabhängig erklärt hatte, bezog sich der Begriff der Spanischen Niederlande nur noch auf den Südteil des ursprünglichen Gebiets.
Der sich nach der Entdeckung Amerikas stark entwickelnde Überseehandel mit noch stärkeren wirtschaftlichen Impulsen als in der Hansezeit sorgte für zuvor nicht gekannten Wohlstand.
Im 16. Jahrhundert erfolgten weitere Verbesserungen der Sägemühle durch Cornelis Corneliszoon, mit der die Massenfertigung leistungsfähiger Schiffe für den Überseehandel erleichtert wurde.

### Goldmünzen
Die nördlichen Provinzen nahmen sich für die Prägung von Goldmünzen den englischen Rosenobel zum Vorbild, der allerdings in England kaum eine Rolle spielte. Holland und Friesland ahmten den ungarischen Dukaten nach, während andere, vor allem die südlich gelegenen Provinzen, sich an die burgundischen Vorbilder hielten und den Gulden nach rheinischem Standard prägten.
Der Karolusgulden wurde seit 1521 in Gold geprägt und schwankte mit unterschiedlichem Goldgehalt und zusätzlich noch sich unterschiedlich entwickelnden Wertverhältnis zwischen Gold und Silber zwischen 28 und schließlich 20 Stuiver zu je 16 Pfennigen. Dieses System hielt sich im Grundsatz für drei Jahrhunderte.

### Silbermünzen
Die Niederlande profitierten am stärksten von den zunehmenden finanziellen Problemen Spaniens. Weil Gold immer rarer, aber genug Silber vorhanden war, wurden Silbermünzen immer wichtiger. Nach groben Schätzungen soll die europäische Silberproduktion um 1530 fünfmal so hoch wie um 1450 gewesen sein.
Ab 1536 wurde eine dicke Silbermünze, der vlieger, im Wert von 4 Stuiver geschlagen. Ihm folgte ab 1540 eine noch größere Silbermünze, der Karolusgulden, eine Portraitmünze, die das Silberäquivalent zum Gulden war und in großen Teilen Europas zirkulierte.
Der weiter anhaltende Zustrom großer Silbermengen aus den spanischen Besitzungen in der Neuen Welt erleichterte ab 1557 oder 1559 die Ausprägung schwerer Philipsdaalder (Philippstaler) auch in den Münzstätten der spanischen Niederlande. Dieser Philippstaler (Spanische Niederlande) wurde nur für die niederländischen Besitzungen geprägt und wogen 34,46 Gramm, davon 28,21 Gramm Silber und entsprachen zunächst 35 und ab 1575 einen Stuiver mehr, also 36. Im 17. Jahrhundert kamen auf den Philippstaler sogar 50 und später sogar 60 Stuivers. Es wurden auch Teilstücke im Wert von halben, fünftel und zehntel Philippstaler, bis hinunter zu 1⁄40 Philippstaler geprägt.

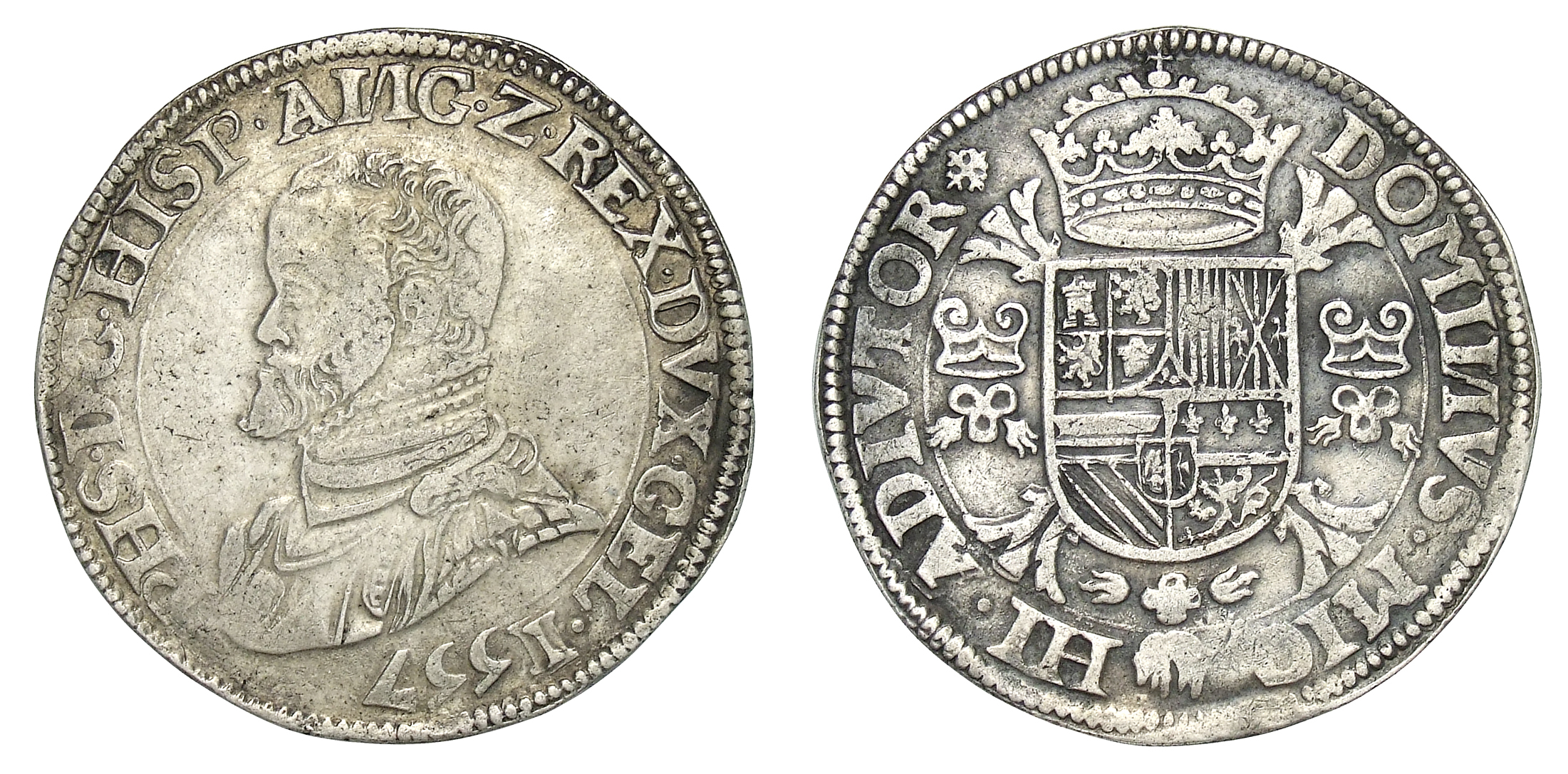
Philippstaler aus dem Jahr 1557 im Berliner Münzkabinett

Ab 1567 wurden die etwas leichteren Kreuztaler, auch Burgundischer Reichstaler genannt, vermünzt, die mit einem Silbergehalt von 26,253 Gramm in etwa dem deutschen Reichstaler entsprachen.
Holland und Seeland verriefen 1573 Philipps Silbermünzen und ließen diese zur Weiterverwendung im Geldumlauf gegenstempeln, aber mit einem nominalen Wertverlust von 15 %.
Die Genter Pazifikation, ein militärischer Beistandspakt, der 1576 zwischen Holland, Zeeland und den südlichen Provinzen geschlossen wurde und dem die nördlichen Provinzen später beitraten, war im Folgejahr erfolgreich. Philipp II. unternahm in diesem Jahr 1577 den Versuch, eine Einheitswährung auf Grundlage des Leeuwendaalder (Löwentaler) zu 32 Stuiver zu schaffen. Der Versuch beschränkte sich zunächst auf die südlichen Provinzen. Die nördlichen Provinzen neigten eher zu dem holländischen Vorbild. 1578 folgte dort eine eigene Version des Löwentalers. Bereits 1581 verließ die Mehrheit der südlichen Provinzen das neue Münzsystem und kehrte zum vorherigen Münzsystem unter spanischer Besatzung zurück.

### Billon- und Kupfermünzen
Als Kleingeld wurden auch in den Niederlanden kleine Billonmünzen genutzt, die auf Grund des geringen Silbergehalts schnell schwarz anliefen. Bei diesen Münzen handelte es sich eigentlich schon um Scheidemünzen, weil der tatsächliche Wert unterhalb des nominalen Wertes lag. Die erste reine Kupfermünze war dann ab 1543 der korte.

### Republik der Sieben Vereinigten Provinzen im 16. und 18. Jahrhundert
Erst 1581 erste Eigenstaatlichkeit mit der Republik der Sieben Vereinigten Provinzen. Damit beginnt die Niederländische Münzgeschichte im engeren Sinn. Die Republik der Sieben Vereinigten Provinzen prägte aber noch keine gemeinsamen Münzen, weil das Münzregal bei den Provinzen belassen wurde. Die gemeinsame Rechnungsmünze hatte einen Wert von 20 Stüber oder 320 Holländischen Pfennigen.
Die Niederlande profitierten ganz besonders von dem weiter zunehmenden Überseehandel. Er war die Grundlage für das sogenannte Goldenes Zeitalter, das ungefähr das 17. Jahrhundert umfasste.
1609 wurde, nach erfolglosen Versuchen in Antwerpen, die erste Börse der Welt in Amsterdam gegründet. Im selben Jahr wurde in Holland das erste Mal von einem Ökonomen gefordert, Bilanzen aufzustellen.
Der Versuch ein einheitliches Münzsystem mit den Leitmünzen Dukat nach ungarischen Vorbild und für die Silbermünzen der Rijksdaalder (Reichstaler) wurde schon 1589 durch Geldern hintertrieben, das Dublonen und Leeuwendaalder (Löwentaler) prägte. Er enthielt 27,69 Gramm Feinsilber.
Das Münzsystem war in dieser Zeit sehr uneinheitlich und entsprechend unübersichtlich. Zudem wurden auch eine Reihe von Belagerungsmünzen geprägt.

#### Goldmünzen
Im engeren Sinn gelten als Niederländische Gulden erst die nach der Gründung der Republik der Vereinigten Niederlande im Jahr 1581 geprägten Gulden, die von den einzelnen Provinzen herausgegeben wurden, weil das Münzregal bei den Provinzen lag. Der Gulden war zu dieser Zeit eine verbreitete Rechnungsmünze im Wert von 20 Stüber = 320 Holländischen Pfennigen.
Erst 1606 einigte man sich erfolgreicher auf eine gemeinsame Münzpolitik. Es wurde weiter der Dukat nach ungarischem Vorbild geprägt, daneben aber der Rijdjer als zweite Goldmünze zugelassen, der dem englischen Souvereign entsprach. Statt der bisherigen Bezeichnung florin setze sich die neue Bezeichnung dukaat (deutsch: Dukat) durch. Auch das Münzbild änderte sich und zeigte statt Johannes dem Täufer nun den Habsburger Herrscher. Dabei blieb es bis zum Tode Franz Josef II. im Jahr 1916.

#### Silbermünzen
Als erster Taler wurde der Arendsrijksdaalder (Adlerreichstaler) oder Rijksdaalder (Reichstaler) ab 1583/1584 erstmals geprägt. Sein Name weist darauf hin, dass er den Reichsadler als zentrales Münzmotiv trug. zunächst in Friesland, später auch in Deventer, Zwolle, Nijmwegen und Campen ausgegeben. Er hatte ein Gesamtgewicht von 29,03 Gramm bei einem Feingehalt von 885 Promille. Darüber hinaus lehnten sich Holland und Friesland auch sonst in der Gestaltung stark an sächsische Vorbilder an. Der Karolusgulden wurde weiter auch in Silber als mittelgroße Silbermünze geprägt wurde und seit Beginn des 17. Jahrhunderts Albertustaler nach dem damaligen Statthalter genannt wurde. Der von dem Statthalter Albert und seiner Frau Isabella erstmals 1612 aus dem weiter starken Zustrom von Silber geprägte Albertustaler entsprach nach Friedrich von Schrötter 18 Patard. Auf der einen Seite trugen die Albertustaler auf der einen Seite weiter das Andreaskreuz, auf der anderen das spanische Wappen. Die spanischen Truppen nannten die Münze „Patagon“. Diese Taler wurden auch als Kreuzreichstaler oder Burgundische Reichstaler genannt und fast bis zum Ende der spanischen Herrschaft in den spanischen Niederlanden geprägt und erst in den spanischen Niederlanden erst ab 1755 vom Kronentaler (Silberkrone) abgelöst. Im Wert von 48 Stuiver war der Patagon nicht nur in den Spanischen Niederlanden, sondern auch in den Vereinigten Provinzen im Umlauf. Mit einem Silbergehalt von 9 ½ Mark und somit 24,65 Gramm Feinsilber war der Albertustaler etwas leichter als der Taler nach dem deutschen Reichsmünzfuß. In der Republik der Sieben Vereinigten Provinzen wurde der Albertustaler sogar noch bis 1802 Albertustaler geprägt, aber offiziell als Silberdukat bezeichnet. Er trug auf der einen Seite ein niederländisches Löwenwappen, auf der anderen einen stehenden Mann in Rüstung neben dem Wappen der Provinz. Der Arendsdaalder (Adlertaler) mit dem Reichsadler, wurde in den Provinzen Seeland (1602, siehe Foto), dort auch in Teilstücken, und in Friesland, dort aber nur als ganzer Taler seit 1617 ausgeprägt. Er war mit 20,68 Gramm deutlich leichter als der Arendsrijksdaalder und hatte mit 750 Promille einen deutlich geringeren Feingehalt. Er galt 60 Groot = 30 Stuiver.
Der seit geprägte 1618 der „Ducaton“ zu 60 Stuiver lief ebenfalls sowohl in den Spanischen Niederlanden, als auch in den Vereinigten Provinzen um.
Als große Handelsmünzen dienten der Leeuwendaalder, der hauptsächlich für den Levantehandel genutzt wurde, und der Rijksdaalder, der vor allem für den Ostseehandel Verwendung fand.
Auch nach der Münzreform von 1659 gab es weiter vier große Silbermünzen mit unterschiedlichem Gewicht und Silbergehalt, die auch alle vier weiter geprägt wurden:
- der Rijder = 63 Stuiver
- der Rijksdaalder = 52 Stuiver
- der Silberdukat = 50 Stuiver
- der Leeuwendaalder = 42 Stuiver

1694 wurde von den Generalstaaten vor dem Hintergrund eines allgemein wachsenden Währungsnationalismus eine weitere Silbermünze eingeführt: Der Generaliteitsgulden mit einem Silbergehalt von ca. 9,6 Gramm.

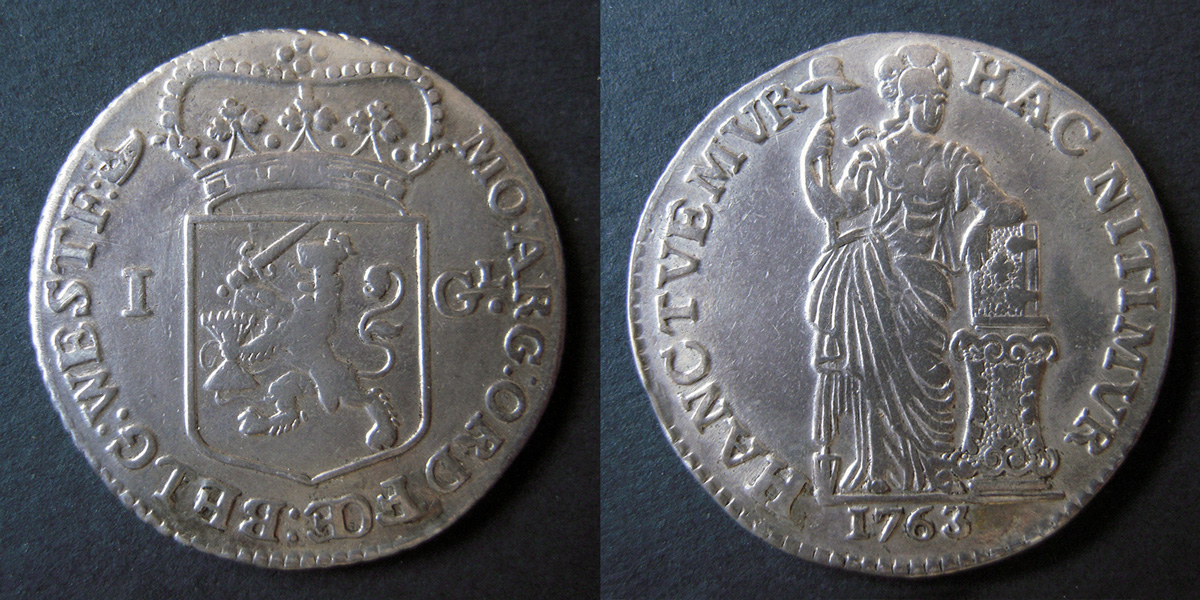
Westfriesischer Gulden von 1763

## 18. Jahrhundert

Karte der Republik der Sieben Vereinigten Niederlande

Die Hauptmünze dieser Zeit war der Kronentaler, der als große Silbermünze erstmals 1755 für die Spanischen oder Österreichischen Niederlande, aber nicht für die selbstständigen Provinzen geprägt wurde. 1780 endete die Prägung des Kronentalers für die niederländischen Besitzungen, ab dann wurde er aber für andere Erbländer Österreichs und zwischen 1807 und 1837 (Münchner Münzvertrag) in süddeutschen Staaten geprägt.

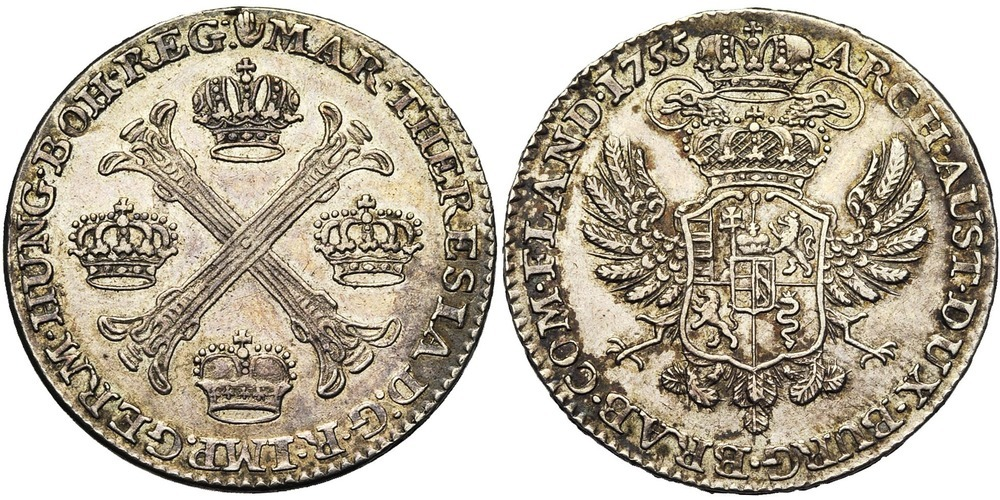
Maria Theresia: Halber Kronentaler, Antwerpen 1755.

Die Selbstständigkeit der Provinzen zeigte sich auch daran, dass sie jeweils das Münzregal innehatten. Die meisten Provinzen nutzten aber den holländische Gulden als Rechnungswährung, der in 20 Stuiver zu 16 Pennigen unterteilt wurde. Im Süden wurde dagegen mit dem flämischen Pfund zu 20 Schilling zu 12 Groten gerechnet, wobei ein Pfund sechs Gulden entsprach.
Die allgemein gebräuchlichen kleineren Münzen im Zahlungsverkehr waren der Duit zu 2 Pennigen, der Groot zu 8 Pennigen. Zudem liefen der Stuiver und der Dubbeltje zu 2 Stuivers um. Größere Münzen im Zahlungsumlauf waren der Real (3 1⁄2 Stuiver), der Schilling zu 6 Stuiver, der Löwentaler (2 Gulden) und der Reichstaler (2 1⁄2 Gulden).

## Batavische Republik
1794 rückten französische Revolutionstruppen auf das Gebiet der Republik der Vereinigten Niederlande ein und verursachten damit die Gründung der Batavischen Republik („Bataafse Republiek“, 1795–1806), einer Tochterrepublik der Französischen Republik.
Als Goldmünzen wurden weiter Dukaten und als Hauptsilbermünze der Gulden geprägt. Die zentrale Münze war der Stuiver. 60 Stuivers kamen auf einen Dukaton, 50 entsprachen einem Rijksdaalder, der als Zilveren Ducat auch geprägt wurde. 20 Stuivers entsprachen einem Gulden. 14 Gulden entsprachen einem Dukat. Dieser Dukat entsprach den Bestimmungen eines Edikts Kaiser Ferdinands aus dem Jahr 1559 und wurde mit geringen Veränderungen noch das ganze 20. Jahrhundert geprägt. Sowohl der Gulden als auch der Dukat wurden auch als Halbstücke geprägt. Zudem wurde auch ein 2-Dukatenstück und ein 3 Guldennominal in den Umlauf gegeben. Als Kleinmünzen dienten ein 2-Stuiversstück aus Silber und der Duyt aus Kupfer. Ein seltenes Sondernominal ist eine 2 ½ Stuivermünze aus dem Jahr 1795, das auch als 1/8 Livirenominal (franz. eigentlich korrekt „livre“) bezeichnet wurde und eine Brücke zum französischen Münzsystem bilden sollte.

## Königreich Holland
1806 wurde die Batavische Republik zum Abschluss eines Staatsvertrages mit Frankreich gezwungen, mit dem die Umwandlung in eine Monarchie unter der Herrschaft eines Bruders von Napoleon erfolgte: Königreich Holland (1806–1810). Zwischen 1807 (Friede von Tilsit) und dem Wiener Kongress auch Ostfriesland und die Herrschaft Jever zum Staatsgebiet.
Das System von Stuivern, Gulden, Rijksdaalder, Dukat blieb im Grundsatz erhalten, es wurde aber nur in geringen Stückzahlen ausgeprägt. Zudem wurden die Stückelungen dezimalisiert. Das kleinste Nominal war die 10 Stuiversmünze. Das 3-Guldenstück wich dem 2-½-Guldenstück. Zudem wurden 10 und 20 Gulden in Gold geprägt, ohne die Dukatenprägung aufzugeben. Der Rijksdaalder wurde weiter unter dieser Bezeichnung, aber auch mit der Bezeichnung 50 Stuivers geprägt.

## Annexion durch Frankreich
Auch auf Grund von Meinungsverschiedenheiten zwischen Louis Bonaparte und seinem Bruder Napoleon Bonaparte wurde der ohnehin von Frankreich abhängige Staat von Frankreich 1810 annektiert und in das französische Kaiserreich eingegliedert.
Eine eigenständige niederländische Münzprägung endete durch die Annexion zunächst. Allerdings wurden in Utrecht bis zur Schließung der Münzstätte im Jahr 1814 französische Münzen geprägt, die als Münzzeichen einen Schiffsmast trugen.

## Vereinigtes Königreich der Niederlande
Infolge der Befreiungskriege erlangten die Niederlande als Königreich der Vereinigten Niederlande aber schon 1813 ihre Unabhängigkeit faktisch wieder zurück. Durch den Wiener Kongress 1815 wurde diese Unabhängigkeit bestätigt. Das „Königreich der Niederlande“ umfasste nun die ehemals habsburgischen (südlichen) Niederlande und die (nördlichen) Niederlande, also nicht nur die niederländischen Provinzen, sondern auch das Großherzogtum Luxemburg und die Gebiete, aus denen 1830 das Königreich Belgien entstehen sollte. Damit sollte ein wehrfähiger Mittelstaat entstehen, der nicht ohne weiteres wieder von Frankreich überrannt werden konnte. Die Zusammenfassung so unterschiedlicher Gebiete scheiterte mit der Belgischen Revolution von 1830 im Jahr 1830, die zur Unabhängigkeit Belgiens führte, aber erst 1839 vom niederländischen König Wilhelm I. anerkannt wurde. Wilhelm war seit 1815 auch Großherzog von Luxemburg, wobei das Großherzogtum Luxemburg zunächst Teil des Deutschen Bundes blieb. Weil sein Nachnachfolger Wilhelm III. aber keine männlichen Erben hatte, endete 1890 diese Herrschaft über Luxemburg und der Luxemburger Thron ging auf das Haus Nassau über.
Bereits im Jahr 1814 wurde eine Münzreform beschlossen, mit der die zwischen 1806 und 1810 begonnene Dezimalisierung weiterentwickelt wurde: 2 ½ Gulden galten 1 Rijksdaalder und der Gulden wurde nun in 100 Cents unterteilt. Der Gulden hatte einen Silbergehalt von 9,61 Gramm und entsprach damit dem Wert des im 1694 erstmal geprägten Generaliteitsgulden. Ab 1839 sank der Silbergehalt des Guldens leicht, nämlich auf 9,45 Gramm. Als Goldmünzen wurden die 5- und 10-Gulden-Münzen, daneben aber auch weiter der Dukat geprägt. Der Gulden wurde als Halb- und als Ganzstück und als 2 und 3 Gulden in Silber geprägt. Die 25-, 10- und 5-Cent-Münzen wurden ebenfalls in Silber und nur die 1- und die ½-Cent-Münze in Kupfer geprägt. Das 5-Cent-Stück wurde im Volksmund weiter Stuiver und das 10-Cent-Stück Dubbeltjes (Doppelter Stuiver) genannt. Nachdem die 3-Gulden-Münze 1832 zuletzt hergestellt wurde, war das System seitdem konsequent dezimal, wenn man von der gesonderten Beibehaltung der Dukatenprägung absieht. Ab 1877 wurde das System mit 2-½-Cent-Prägungen aus Bronze ergänzt. Auch die darunter liegenden Nominale von ½ und 1 Cent wurden nun statt aus Kupfer aus der härteren Bronze hergestellt. Dieses System hielt sich bis in das 20. Jahrhundert.

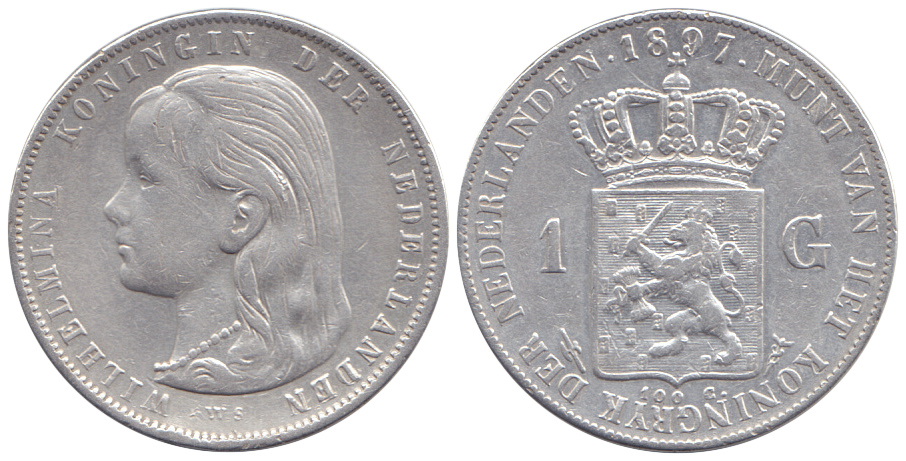
Gulden von 1897, Porträtseite siehe Wilhelmina

## 20. Jahrhundert
Das sich im 19. Jahrhundert entwickelte niederländische Münzsystem blieb in den ersten Jahrzehnten des 20. Jahrhunderts unverändert. Allerdings sank der Silbergehalt des Guldens ab 1919 auf 7,2 Gramm, also eine Reduzierung um mehr als 2 Gramm und somit fast 24 %.
Während des Ersten Weltkrieges waren die Niederlande neutral und nicht gezwungen, ihre Münze auf weniger kriegswichtiges Metall, wie Eisen und Zink, umzustellen. Erst während der deutschen Besetzung im Zweiten Weltkrieg wurden die Nominale von 1 bis 25 Cents in Zink geprägt und die Prägung der größeren Nominale unterbrochen. Die mit der Jahreszahl 1944 und teilweise auch 1945 geprägten 10- und 25-Centsmünzen und die 1-Guldenmünzen wurden von US-amerikanischen Münzstätten geprägt.
Nach dem Zweiten Weltkrieg wurde die Münzprägung 1948 zunächst mit 1-Cent und 5-Centsmünzen in Bronze und 10- und 25-Cents in Nickel wieder aufgenommen. Ab 1950 wurde das Porträt von Königin Wilhelmina durch die seit 1948 auf „regierende“ Königin Juliana ersetzt. Ab 1954 wurde auch wieder Gulden in Silber geprägt, nun aber im Silbergehalt auf nur noch 4,68 Gramm reduziert. Dieser Gulden wurde aber schon 1967 durch Gulden aus Nickel mit einem Gesamtgewicht von 6 Gramm ersetzt. Seit 1969 wurden dann auch die 2 ½ Gulden satt in Silber nun in Nickel geprägt. Die Ausprägung von Dukaten (Gold) erst 1960 wieder aufgenommen, aber anschließend bis 1972 wieder ausgesetzt.
Das 2-½-Gulden-Stück wurde umgangssprachlich bis zur Einführung der Euromünzen in den tatsächlichen Zahlungsverkehr weiter Rijksdaalder genannt.

## Einführung des Euro
Ein eigenständiges niederländisches Münzsystem endete spätestens im Jahr 2002, als die Niederländische Euromünzen nicht nur als Rechnungsmünze, sondern auch mit realen Nominalen in den Zahlungsverkehr eingeführt wurden. Diese Münzen wurden von der Münzstätte Utrecht produziert. Die Rückseiten der ersten niederländischen Euromünzen, die zwischen 1999 und 2013 geprägt wurden, zeigen auf der Seite, die nationalen Motiven vorbehalten ist, das Seitenprofil von Königin Beatrix nach links. Mit dem Übergang auf Willem-Alexander begann die zweite Prägeserie, die sein Seitenprofil nach rechts schauend zeigt. Neben diesen Kursmünzen wird eine Vielzahl weiterer Motive auf 2-Eurogedenkmünzen abgebildet.